# Glen Foster
Glen Foster est un skipper américain né le 14 août 1930 à Orange (New Jersey) et mort le 1er octobre 1999 à New York.

## Carrière
Glen Foster remporte, lors des Jeux olympiques d'été de 1972 à Munich, la médaille de bronze dans la catégorie des Tempest. Il remporte également plusieurs médailles lors des Championnats  du monde dont quatre titres (1971, 1995, 1997, 1998).